# Turbonilla bartolomensis
Turbonilla bartolomensis är en snäckart som beskrevs av Bartsch 1917. Turbonilla bartolomensis ingår i släktet Turbonilla och familjen Pyramidellidae. Inga underarter finns listade i Catalogue of Life.